# Dag Wirén

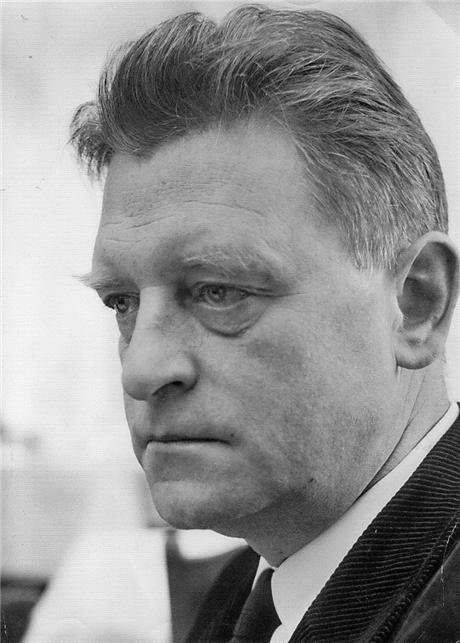
Dag Wirén.

Dag Ivar Wirén (Striberg, 15 oktober 1905 - Danderyd, 19 april 1986) was een Zweedse componist van klassieke muziek. 

## Biografie
Wirén was de oudste zoon van het gezin van Ivar en Anna Wirén. Hij gaf al jong blijk van muzikale begaafdheid en besloot al in zijn eerste schooljaren dat hij componist wilde worden. Hij was zo in de ban van muziek dat, toen hij leerde lezen, hij verbaasd was dat het alfabet niet, net als de toonladder, met de letter C begint.
Zijn eerste composities voerde hij als dertien-, veertienjarige uit met het door hem gedirigeerde schoolorkest in Örebro. Vanaf 1924 nam hij privélessen harmonieleer en orgel, terwijl hij een zakcentje bijverdiende als pianist bij stomme films. Hij studeerde van 1927 tot 1931 aan het Stockholms conservatorium, waar Ernst Ellberg zijn compositieleraar werd. Andere vakken waren piano (met Olaf Wibergh als docent), orgel (Otto Olsson) en orkestdirectie (docent: Olallo Morales). 
Tijdens zijn studie schreef hij zijn eerste serieuze werken, zoals de eerste twee strijkkwartetten en zijn officiële opus 1, de eerste sonatine voor cello en piano.
Samen met Lars-Erik Larsson, Gunnar de Frumerie en Erland von Koch zou Wirén tot de Zweedse groep van de 'Dertigers' behoren, die de romantische stijl inruilde voor het neoclassicisme.
Na voltooiing van zijn studie in Stockholm, reisde hij in 1931 naar Parijs, waar hij tot 1934 lessen instrumentatie zou volgen bij de Russische componist en pedagoog Leonid Sabanajew. Hier schreef hij ook zijn eerste symfonie, die hij echter nooit aan de openbaarheid prijsgaf.  In 1934 trouwde hij met de Ierse celliste Noel Franks, die hij in Parijs had ontmoet. Het echtpaar vestigde zich in Stockholm, waar Wirén de kost verdiende als pianoleraar. In 1935 werd hij lid van de Zweedse componistenorganisatie. Aanvankelijk fungeerde hij daar als bibliothecaris, van 1947 tot 1963 was hij vicevoorzitter van deze instelling.
In 1938 werd hij muziekrecensent van de krant Svenska Morgonbladet, werk dat hij tot 1946 bleef doen. In dat jaar vestigde zich als vrije componist in Danderyd, waar hij tot zijn dood zou blijven wonen. Hij werd in 1948 lid van de Koninklijke Academie in Stockholm.

## Muziek
Als componist zou Wirén het neoclassicisme trouw blijven dat hem tijdens zijn studie al had geboeid. Wel is in zijn relatief kleine oeuvre een aantal verschillende ontwikkelingen te zien. Zijn eerste werken zijn in een toegankelijke stijl geschreven die niet alleen vergelijkbaar is met die van zijn landgenoten Larsson en De Frumerie, maar die ook beïnvloed is door de Franse muziek van de jaren twintig en dertig. In deze periode schreef Wirén zijn populairste werk, de Serenade voor Strijkorkest, op. 11.
Rond 1940 versoberde zijn stijl zich en werd zijn muziek minder toegankelijk. De goed in het gehoor liggende melodiek van de eerste cellosonatine of de serenade voor strijkers werd ingeruild voor hoekiger klanken, zoals in het ballet Oscarsbalen of de latere symfonieën.
Wirén bleef echter ook meer populaire muziek schrijven, zoals zijn twee radio-operettes, de toneel- en de filmmuziek. In 1965 voelde hij zich niet te goed om de muziek te componeren voor de Zweedse inzending naar het Eurovisiesongfestival, Annorstädes vals.
In 1972, na de compositie van zijn Concertino voor fluit en klein orkest, op. 44, legde Wirén de pen neer. Je moet op tijd ophouden, als je nog het gevoel hebt op tijd op te kunnen houden, klonk zijn verklaring.
In 1975 ontving hij de Atterberg-prijs en in 1978 ontving hij de eremedaille Litteris et Artibus voor zijn compositorische werk en zijn andere activiteiten ten behoeve van de Zweedse muziek.

## Werken

### Orkestwerken
- Symfonie nr. 1 op. 3, 1932
- Serenade voor strijkorkest op. 11, 1937
- Symfonie nr. 2 op. 14, 1939
- Symfonie nr. 3 op. 20, 1943-44
- Symfonie nr. 4 op. 27, 1951-52
- Symfonie nr. 5 op. 38, 1964
- Concertouverture nr. 1, op. 2, 1931
- Concertouverture nr. 2, op. 16, 1940
- Lustspelsuvertyr (Blijspelouverture) op. 21, 1945
- Sinfonietta op. 7a, 1933-34
- Twee orkeststukken,op. 7b, 1934
- Serenade voor strijkorkest op. 11, 1937
- Liten svit (Kleine suite) op. 17, 1941
- Romentisk svit op. 22 (Romantische suiten naar de toneelmuziek Köpmannen i Venedig - de Koopman van Venetië), 1943, 1961
- Divertimento op. 29, 1954-57
- Triptiek voor klein orkest op. 33, 1958
- Musik för stråkorkester (Muziek voor strijkorkest) op. 40, 1966

### Soloconcerten
- Celloconcert op. 10, 1936
- Vioolconcert op. 23, 1946
- Pianoconcert op. 26, 1950
- Concertino voor fluit en klein orkest, op. 44, 1972

### Kamermuziek
- Strijkkwartet nr. 0, 1928
- Strijkkwartet nr. 1 (zonder opusnummer), 1930
- Strijkkwartet nr. 2 op. 9, 1935
- Strijkkwartet nr. 3 op. 18, 1941
- Strijkkwartet nr. 4 op. 28, 1952-53
- Strijkkwartet nr. 5 op. 41, 1970
- Pianotrio nr. 1 op. 6, 1933
- Pianotrio nr. 2 op. 36, 1961
- Blaaskwintet op. 42, 1971
- Kwartet voor fluit, hobo, klarinet en cello op. 31, 1956
- Sonatine voor viool en piano op. 15, 1940
- Sonatine voor cello en piano nr. 1 op. 1, 1931
- Sonatine voor cello en piano nr. 2, op. 4, 1933
- Suite miniature voor cello en piano op. 8a, 1934
- Suite miniature voor pianotrio op. 8b, 1934

### Muziek voor soloinstrumenten
- Tema med variationer (Thema met variaties voor piano) op. 5, 1933
- Ironiska småstycken (Ironische kleine stukken voor piano) op. 19, 1942-45
- Sonatine voor piano op. 25, 1950
- Improvisationer (Improvisaties voor piano) op. 35, 1959
- Liten serenad (Kleine serenade voor gitaar) op. 39, 1964
- Liten pianosvit (Kleine suite voor piano) op. 43, 1971

### Koormuziek
- På värdshuset kopparflöjeln (Herberg in de koperen weerhaan); tekst Erik Axel Karlfeldt, 1932
- Titania, 1942
- Tre dikter om havet, 1963

### Liederen
- Ormvisa (Slangenlied), tekst: Erik Axel Karlfeldt, 1926
- Jungfru Maria (de Maagd Maria), tekst: Erik Axel Karlfeldt, 1929
- Livet och skrifterna ("En helig man"), tekst: Nils Ferlin, 1934
- Mitt trollslott står i skogens bryn, tekst: August Strindberg, 1934
- Om till din bädd, op. 13a, tekst: Erik Axel Karlfeldt, 1938
- En höstens kväll, op. 13b, tekst: Erik Axel Karlfeldt, 1938

### Scenische muziek
- Madame Bovary, toneelmuziek naar de gelijknamige roman van Gustave Flaubert, 1939
- Gult, rött och blått radio-operette, 1940
- Den glada patiencen, radio-operette, 1941
- Köpmannen i Venedig, toneelmuziek bij The Merchant of Venice van William Shakespeare, 1943
- Oscarsbalen op. 24, ballet, 1950 (choreografie: Birgit Cullberg)
- Amorina, toneelmuziek, 1951
- Romeo och Julia toneelmuziek bij Romeo and Juliet van William Shakespeare, 1953
- Gudens hustru, toneelmuziek bij het gelijknamige drama van Vilhelm Moberg, 1954
- En midsommarnattsdröm, toneelmuziek bij A Midsummer Night's Dream van William Shakespeare, 1955
- Drottningens juvelsmycke, toneelmuziek, 1957
- Plats på scenen, ballet, 1957
- Den elaka drottningen, ballet, 1960
- Hamlet, toneelmuziek bij het gelijknamige drama van William Shakespeare, 1960
- Kung John toneelmuziek bij King John van William Shakespeare, 1961

### Filmmuziek
- Man glömmer ingenting, 1942
- Oss tjuvar emellan, 1945
- Grönt guld, 1949
- Bara en mor, 1949
- Fröken Julie, 1951
- En lektion i kärlek, 1954
- Vildfåglar, 1955
- Körkarlen, 1958
- De sista stegen, 1961